# Turpin Peak
Der Turpin Peak ist ein 5924 Meter hoher Gipfel im Nanga-Parbat-Massiv im pakistanischen Sonderterritorium Gilgit-Baltistan.

## Lage
Der Turpin Peak befindet sich im äußersten Südosten des Himalaya, 15 km südwestlich des Achttausenders Nanga Parbat. Der Gipfel erhebt sich am oberen Ende des Rupaltals. Unterhalb der West- und Nordflanke des Turpin Peak verläuft der Toshegletscher, unterhalb der Süd- und Ostflanke der obere Rupalgletscher. Beide Gletscher treffen östlich des Turpin Peak aufeinander. Ein 1,7 km langer Berggrat führt vom Turpin Peak in Richtung Westsüdwest zu einem östlichen Nebengipfel des Sarwali Peak. Die Schartenhöhe beträgt 123 m.

## Besteigungsgeschichte
Am 17. Mai 1964 wurde der Turpin Peak im Rahmen einer bayerischen Expedition unter der Leitung von Philip Rosenthal erstbestiegen. Der Gipfel wurde von Rosenthal nach dessen Sohn benannt. Das Hauptziel der Expedition, die Besteigung des Mazeno Peak, ein 7120 m hoher westlicher Nebengipfel des Nanga Parbat, misslang dagegen.